# Oron VD
| VD ist das Kürzel für den Kanton Waadt in der Schweiz. Es wird verwendet, um Verwechslungen mit anderen Einträgen des Namens Oron zu vermeiden. |

Oron ist seit dem 1. Januar 2012 eine politische Gemeinde des Bezirks Lavaux-Oron im Kanton Waadt in der Schweiz.
Sie entstand aus den Gebieten folgender Gemeinden: Bussigny-sur-Oron, Châtillens, Chesalles-sur-Oron, Ecoteaux, Oron-la-Ville, Oron-le-Châtel, Palézieux, Les Tavernes, Les Thioleyres und Vuibroye. Sitz der Gemeindeverwaltung ist Oron-la-Ville.
Zu Beginn des Projekts war noch die Gemeinde Maracon beteiligt.
Seit dem 1. Januar 2022 gehört auch das Gebiet der früheren Gemeinde Essertes zu Oron.

Luftbild (1958)